# On Growth and Form
On Growth and Form is een wetenschappelijk boek geschreven door de Schotse bioloog en wiskundige D'Arcy Wentworth Thompson, oorspronkelijk gepubliceerd in 1917. Het boek verkent de relatie tussen biologische vormen en wiskundige principes, waarbij Thompson de fysische en geometrische factoren onderzoekt die de groei en vorm van organismen bepalen. In het werk worden onderwerpen behandeld zoals de geometrie van skeletstructuren, de vorming van cellen en weefsels, en de invloed van krachten op biologische vormen.
Het boek werd positief ontvangen in wetenschappelijke kringen voor zijn mechanistische benadering van het leven, in contrast met vitalisme, en zijn discussie over de fysische factoren die de grootte van organismen bepalen. In latere edities, met name de herziene uitgave in 1942, werden aanvullingen en herzieningen toegevoegd, waardoor het werk een invloedrijk en klassiek werk werd in zowel biologie als wiskunde. Het ontving erkenning in de vorm van de Daniel Giraud Elliot Medal van de Amerikaanse National Academy of Sciences in 1942. De receptie van het boek varieerde, met lof voor de elegante schrijfstijl en de uitgebreide kennis, maar ook met kritiek op de complexiteit ervan en op Thompsons beperkte behandeling van evolutionaire concepten. 